# Natasha Halfhuid
Natasha Halfhuid is een Surinaams diplomaat. Ze werd in 2019 de eerste ambassadeur van Suriname in Ghana.

## Biografie
Natasha Halfhuid werkte tot 2010 voor het ministerie van Planning en Ontwikkelingssamenwerking als coördinator van het bureau voor de Verenigde Naties. In de jaren 2010 werkte ze op de ambassade in Brasilia.
Medio 2018 werd toegewerkt naar de oprichting van een Surinaamse ambassade in Ghana. Op 24 juli werd ze door president Bouterse beëdigd als de Surinames eerste ambassadeur aldaar. Op 17 september 2019 overhandigde ze haar geloofsbrieven in de hoofdstad Accra aan de Ghanese president Nana Akufo-Addo.